# Grubenaale
Die Familie der Grubenaale (Synaphobranchidae) besteht aus fast 40 Arten. Sie haben einen kräftigen Körper mit Schuppen und große Kiefer mit kleinen Zähnen. Die Haut ist mit verkümmerten Schuppen besetzt. Hier bildet aber die Gattung Haptenchelys eine Ausnahme: sie sind schuppenlos. Charakteristisch für diese Aale sind die äußeren Kiemenöffnungen, die in einer spaltförmigen Grube auf der Bauchseite zwischen den Brustflossen liegen. Die Larven besitzen Teleskopaugen.

## Verbreitung
Sie kommen im Atlantischen und Stillen Ozean vor und leben in der Tiefsee zwischen 400 und 2000 m bei Wassertemperaturen um durchschnittliche 5 °C.

## Ernährung
Die Nahrung besteht aus Krebsen und Fischen. Im Magen von Synaphobranchus kaupi, der in einer Tiefe von 1000 m gefangen wurde, wurden Krakeneier gefunden.

## Systematik
- Unterfamilie Ilyophinae
  - Gattung Atractodenchelys Robins & Robins, 1970
    - Atractodenchelys phrix Robins & Robins, 1970
    - Atractodenchelys robinsorum Karmovskaya, 2003

  - Gattung Dysomma Alcock, 1889
    - Dysomma anguillare Barnard, 1923
    - Dysomma alticorpus Fricke et al., 2018
    - Dysomma brevirostre (Facciolà, 1887)
    - Dysomma bucephalus Alcock, 1889
    - Dysomma dolichosomatum Karrer, 1982
    - Dysomma fuscoventralis Karrer & Klausewitz, 1982
    - Dysomma goslinei Robins & Robins, 1976
    - Dysomma longirostrum Chen & Mok, 2001
    - Dysomma melanurum Chen & Weng, 1967
    - Dysomma muciparus (Alcock, 1891)
    - Dysomma opisthoproctus Chen & Mok, 1995
    - Dysomma polycatodon Karrer, 1982
    - Dysomma tridens Robins, Böhlke & Robins in Robins & Robins, 1989

  - Gattung Dysommina Ginsburg, 1951
    - Dysommina proboscideus (Lea, 1913)
    - Dysommina rugosa Ginsburg, 1951

  - Gattung Ilyophis Gilbert, 1891Ilyophis brunneus

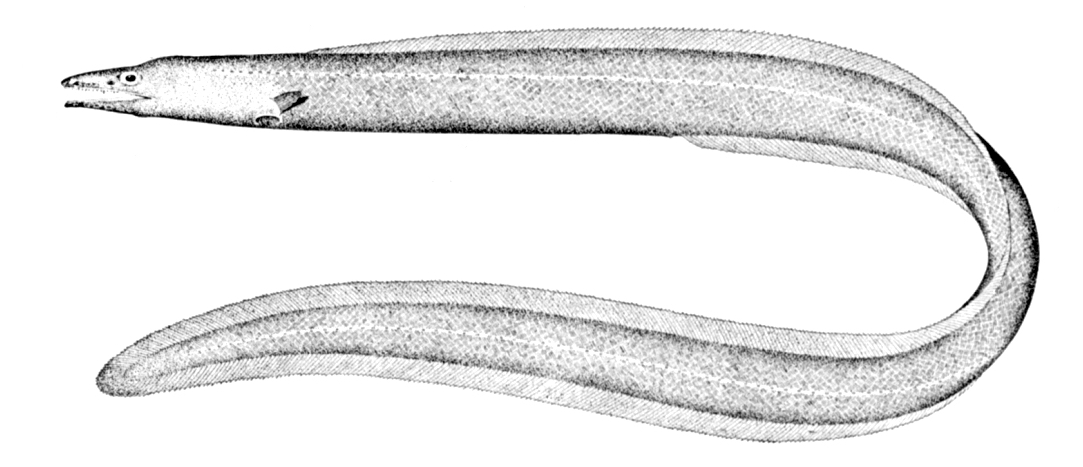
Ilyophis brunneus

    - Ilyophis arx Robins in Robins & Robins, 1976
    - Ilyophis blachei Saldanha & Merrett, 1982
    - Ilyophis brunneus Gilbert, 1891
    - Ilyophis nigeli Shcherbachev & Sulak in Sulak & Shcherbachev, 1997
    - Ilyophis robinsae Sulak & Shcherbachev, 1997
    - Ilyophis saldanhai Karmovskaya & Parin, 1999
    - Leptocephalus rostratus Schmidt, 1909

  - Gattung Linkenchelys Smith, 1989
    - Linkenchelys multipora Smith, 1989

  - Gattung Meadia Böhlke, 1951
    - Meadia abyssalis (Kamohara, 1938)
    - Meadia roseni Mok, Lee & Chan, 1991

  - Gattung Thermobiotes Geistdoerfer, 1991
    - Thermobiotes mytilogeiton Geistdoerfer, 1991
- Unterfamilie SimenchelyinaeSimenchelys parasiticus

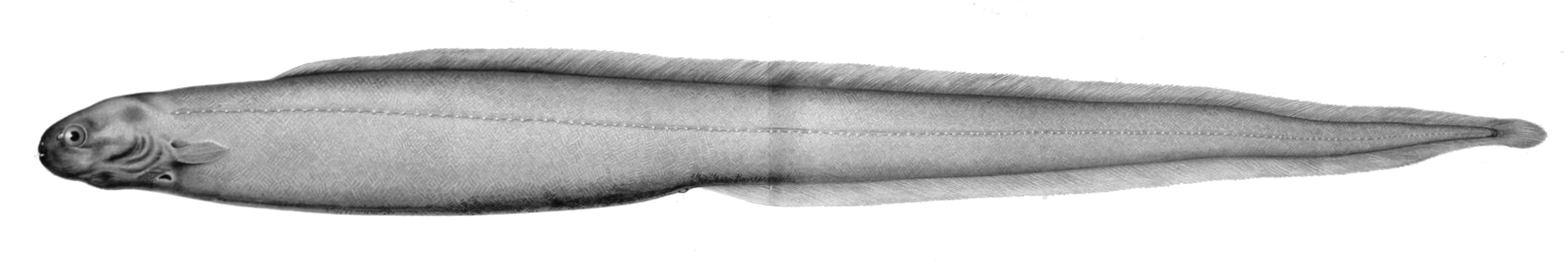
Simenchelys parasiticus

  - Gattung Simenchelys Gill in Goode & Bean, 1879
    - Schmarotzer-Stumpfnasenaal (Simenchelys parasiticus)
- Unterfamilie Synaphobranchinae
  - Gattung Diastobranchus
    - Diastobranchus capensis Barnard, 1923

  - Gattung Haptenchelys Robins & Martin in Robins & Robins, 1976
    - Haptenchelys parviocularis Tashiro & Shinohara, 2014
    - Haptenchelys texis Robins & Martin in Robins & Robins, 1976

  - Gattung Histiobranchus Gill, 1883Histiobranchus bathybius

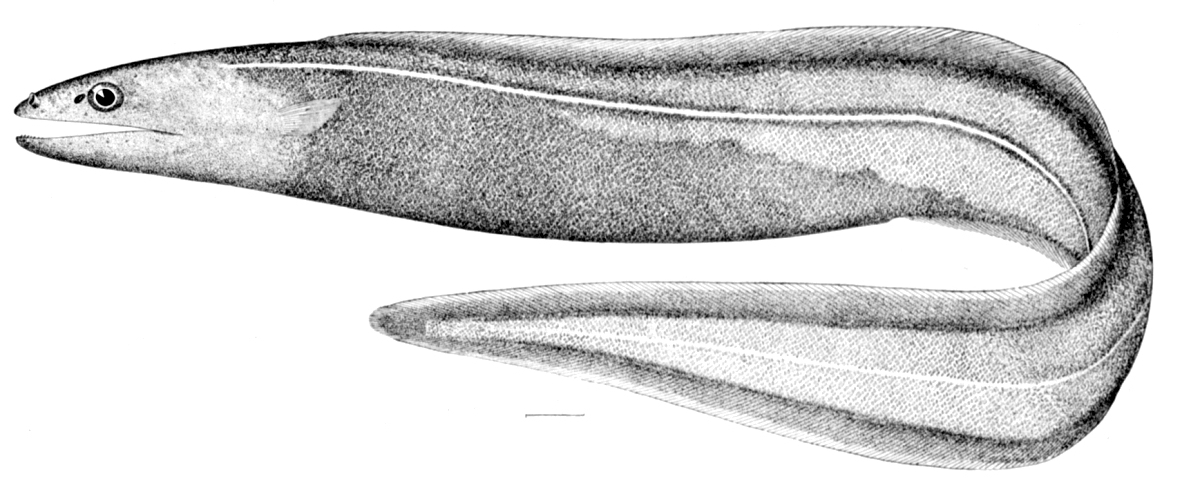
Histiobranchus bathybius

    - Histiobranchus bathybius (Günther, 1877)
    - Histiobranchus bruuni Castle, 1964

  - Gattung Synaphobranchus Johnson, 1862Synaphobranchus affinis

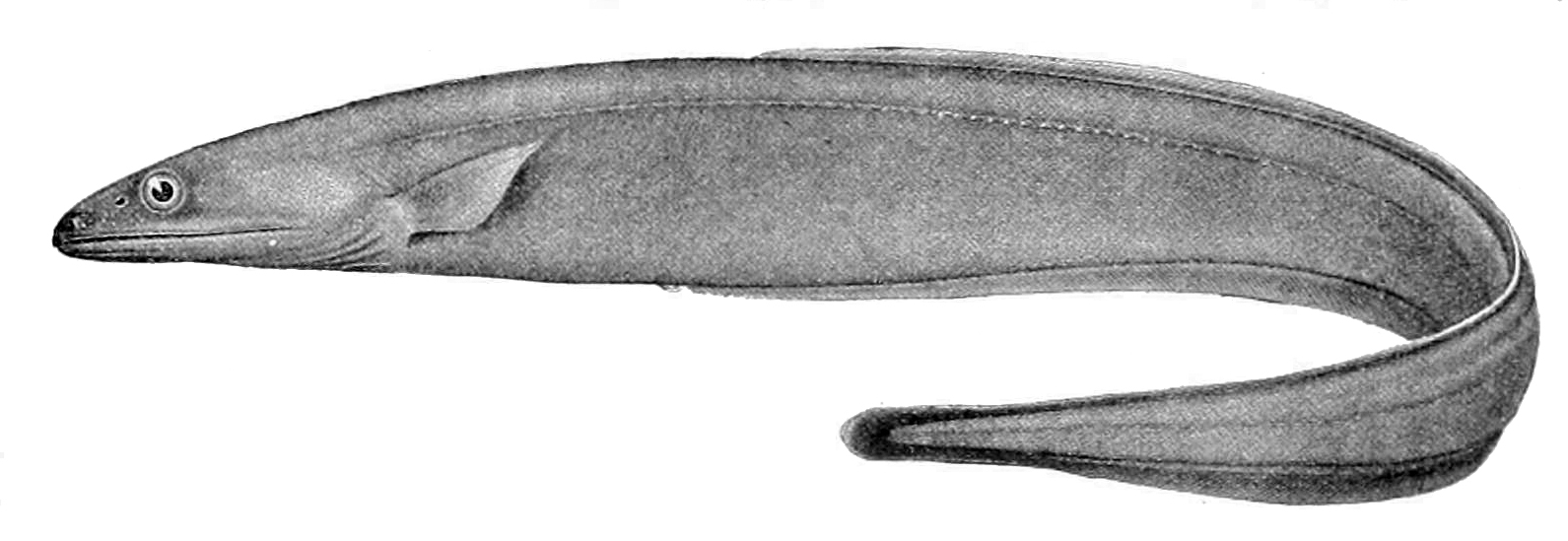
Synaphobranchus affinis

    - Synaphobranchus affinis Günther, 1877
    - Synaphobranchus australis Regan, 1913
    - Synaphobranchus brevidorsalis Günther, 1887
    - Synaphobranchus capensis (Barnard, 1923)
    - Synaphobranchus kaupii Johnson, 1862
    - Synaphobranchus oregoni Castle, 1960